# Maël Guégan
Pour les articles homonymes, voir Guégan.
Maël Guégan, né le 19 janvier 1998 à Saint-Nazaire (Loire-Atlantique), est un coureur cycliste français. Il est membre du Team U Nantes Atlantique.

## Biographie

### Carrière amateur
Originaire de Saint-Nazaire, Maël Guégan grandit avec ses parents à Saint-Brevin-les-Pins. Il prend sa première licence en 2008 à l'AC Brévinois, alors qu'il est âgé de dix ans. En plus du cyclisme, il a suivi des études scientifiques à la faculté de Nantes puis à l'université de Rennes 1, avec l'obtention d'une licence sciences de la vie en 2019.
Bon sprinteur, il se distingue en obtenant sept victoires chez les juniors (moins de 19 ans). Il s'impose notamment sur une étape des Trois Jours d'Axel, une course par étapes de niveau international. Après ses performances, il quitte son club formateur en 2017 pour intégrer la formation Sojasun espoir-ACNC. Au mois de juin, il devient champion régional de Bretagne en deuxième catégorie.
En 2018, il remporte le Souvenir Louison-Bobet. Il continue ensuite à briller chez les amateurs en obtenant de nombreuses places d'honneur, en particulier dans le calendrier national. En octobre 2019, il prend la neuvième place de Paris-Tours espoirs (moins de 23 ans).
Lors de la saison 2020, il gagne le Grand Prix de la Tomate. Il termine par ailleurs sixième du championnat de France espoirs et septième du championnat de France amateurs. À partir du mois d'aout, il est transféré dans la formation américaine Rally en tant que stagiaire. Sous ses nouvelles couleurs, il se classe sixième de la première étape du Tour de Savoie Mont-Blanc et treizième de Paris-Chauny. On le retrouve également performant sur Paris-Tours espoirs, où il prend la neuvième place. Malgré ses résultats, il ne parvient pas à décrocher un contrat professionnel. Maël Guégan décide alors de poursuivre sa carrière au niveau amateur en rejoignant l'UC Nantes Atlantique en 2021.

### Carrière professionnelle
En 2022, l'UC Nantes Atlantique crée son équipe continentale. Maël Guégan y passe professionnel. Lors du Tour des Alpes-Maritimes et du Var, il se glisse dans une échappée sur la première étape. Il remporte ensuite le classement de la montagne du Circuit de la Sarthe, grâce à plusieurs offensives. De nouveau échappé sur le Tour du Limousin-Périgord-Nouvelle-Aquitaine, il y gagne le classement des sprints intermédiaires. Dans les semaines qui suivent, il obtient ses meilleurs résultats en terminant dixième du Tour de Vendée, dix-septième du Grand Prix d'Isbergues et dix-neuvième du Grand Prix de Fourmies. Le 9 octobre, il conclut sa saison sur une note positive en prenant la seizième place de Paris-Tours, après avoir été participé à une échappée au long cours.
Il effectue sa reprise en 2023 sur le Grand Prix La Marseillaise, où il est membre de l'échappée du jour.

## Palmarès
| - 2015 - 3e du Tour du Morbihan Juniors - 2016 - 1re étape des Trois Jours d'Axel - Grand Prix de Louisfert - 2e du Tour du Morbihan Juniors - 2e du Grand Prix Fernand Durel - 2e du championnat des Pays de la Loire - 2e du Grand Prix de Saint-Paul-en-Pareds - 2017 - Tour du Pays de Lesneven : - Classement Général - 1re et 2e (contre-la-montre par équipes) étapes - 2e du Grand Prix de Sainte-Luce-sur-Loire - 2018 - Souvenir Louison-Bobet - Circuit des Bruyères - 2e du championnat de Bretagne espoirs | - 2019 - 2e de la Route Bretonne - 2e de la Ronde Mayennaise - 2e de Paris-Connerré - 2e du Grand Prix de Pornichet - 3e du Tour du Pays Lionnais - 2020 - Grand Prix de la Tomate - 3e de Jard-Les Herbiers - 2021 - Grand Prix de Saint-Georges-sur-Loire - 2e de Jard-Les Herbiers |  |

## Classements mondiaux
| Année                                 | 2019  | 2020  | 2021 | 2022  | 2023 | 2024  |
| ------------------------------------- | ----- | ----- | ---- | ----- | ---- | ----- |
| Classement mondial                    | 3075e | 1348e | nc   | 1101e | 822e | 1006e |
| UCI Europe Tour                       | 1891e | 1025e | nc   | 780e  | nc   | nc    |
|                                       |       |       |      |       |      |       |
| Légende : nc = non classéSource : UCI |       |       |      |       |      |       |